# Dmitrij Zajkin
Dmitrij Alexejevič Zajkin (29. dubna 1932 – 20. října 2013) byl sovětský kosmonaut a instruktor kosmonautů. 
Narodil se ve městě Jekatěrinovka v Rostovské oblasti. Vystudoval vojenskou leteckou školu v Armaviru v Krasnodarském kraji a Frunze (dnes Biškek), školu dokončil roku 1955. V roce 1960 byl vybrán do prvního sovětského oddílu kosmonautů. 
Zajkin byl velitelem záložní posádky pro let Voschod 2 v roce 1965.  Poté roku 1968 dokončil Žukovovu akademii v Moninu.  Oddíl aktivních kosmonautů opustil kvůli zdravotním problémům, při tréninku na misi Sojuzu v roce 1969 byl mu nalezen žaludeční vřed.  Kosmonautiku ale neopustil, stal se instruktorem a vedoucím inženýrem Střediska přípravy kosmonautů J. A. Gagarina.
Kosmický program opustil roku 1982, v roce 1987 potom odešel i z aktivní vojenské služby.
Zemřel přirozenou smrtí v říjnu 2013.  Byl ženatý a měl dvě děti.